# Похомово (Псковская область)
Похомово — деревня в Опочецком районе Псковской области России. Входит в состав Звонской волости.
Расположена в 20 км к юго-востоку от города Опочка, на восточном побережье озера Нивно.
Численность населения по состоянию на 2000 год составляла 26 человек, на 2012 год — 13 человек.